# Пєнкін Сергій Михайлович
Сергій Михайлович Пєнкін (рос. Пенкин Сергей Михайлович; нар. 10 лютого 1961, Пенза, РРФСР, СРСР) — радянський і російський співак, композитор та актор. Доцент кафедри естрадно-джазового мистецтва факультету музичного мистецтва Інституту образотворчих мистецтв Московського педагогічного державного університету.
Відомий діапазоном свого голосу, що охоплює чотири октави. Репертуар Сергія включає російські народні пісні, романси, популярні західні шлягери. Відомими у виконанні співака стали пісні «Feelings», «Осінній дощ», «В іншу весну», «Привид опери», «Caruso», «Тріумф Дон Жуана», «Арія містера Ікс», «Живе моя отрада», «Очі чорні», «Я вас любив», «Вечірній дзвін» — всього понад 140 песен.
Сергій Пєнкін — автор пісень «Рожевий сад», «Молитва», «Цвіркун», «Ноктюрн», «Згадай», «Вокаліз № 3».
Незаконно перетнув державний кордон України, відвідуючи окупований Росією Крим, за що СБУ у листопаді 2015 року заборонило в'їзд співаку в Україну на 5 років..

## Біографія в датах
Закінчив музичну школу в Пензі (по класу фортепіано і флейти), потім у 1979 році Пензенське музичне училище. Після чого служив у 1979—1981 роках у лавах Радянської армії. Сержант артилерії. В армійському ансамблі «Червоний шеврон» грав на тарілках, після чого став вокалістом. Подавав рапорт про переведення до Афганістану, але отримав відмову.
З середини 1980-х років жив у Москві, працював двірником. Закінчив Державний музично-педагогічний інститут (з 1992 року по теперішній час — Російська академія музики ім. Гнесіних) по класу академічного вокалу. Паралельно з навчанням працював вокалістом у ресторанних ансамблях, їздив за кордон у складі вар'єте ресторану готелю «Космос».
- 1986 — рік вступу до Музично-педагогічний інститут імені Гнесіних.
- 1991 — вийшов дебютний сольний альбом «Holiday», презентація якого відбулася в ДЦКЗ «Росія» на прем'єрі програми «Підкорення Росії».
- 1991, грудень — перший сольний концерт співака відбувся 2 грудня в кіноконцертному залі «Жовтневий» в місті Санкт-Петербург.
- 1992 — рік закінчення Державного музично-педагогічного інституту (з 1992 року по теперішній час — Російської академії музики) імені Гнєсіних по класу  вокалу.
- 1992 — великий сольний концерт Сергія Пєнкіна в московському Театрі естради.
- 1994 — участь у фіналі національного конкурсу «Євробачення».
- 1994 — поїздка в Лондон. Познайомившись з  Пітером Гебріелом на студії Real World, отримав пропозицію взяти участь у великому концерті в  Братиславі.
- 2002, листопад — участь в концерті, який відбувся 8 листопада в культурному центрі «Меридіан» в Москві, де Сергій виступав у супроводі оркестру Силантьєва під керуванням Кажлаева.
- 2003 — автор пісні «Feelings» Морріс Альберт запросив Пєнкіна для участі в гала-концерті в Лондоні, де цю пісню виконують зірки світової естради.
- 2003 — закінчив Інститут сучасного мистецтва з дипломом викладача естрадно-джазового вокалу.
- 2006, лютий — в ДЦКЗ «Росія» в Москві пройшов ювілейний концерт співака в честь його 45-річчя.
- 2008 — Сергій записав спільний сингл «I Will Be With You» («Я буду з тобою») з Сарою Брайтман. Ця пісня увійшла в спеціальне російське видання нового альбому співачки «Symphony». Дует був записаний на англійській і російській мовах.
- 2008, вересень — участь в конкурсі «Суперстар 2008. Команда мрії». Шоу проходило на каналі НТВ і представляло собою музичне змагання двох команд — збірної Росії і збірної СРСР. За результатами глядацького голосування посів друге місце.
- 2009, лютий — два ексклюзивних концерту сольної програми «Classic» в супроводі Великого Академічного Естрадно-симфонічного оркестру імені Юрія Силантьєва в  Московському міжнародному будинку музики.
- 2010, 23 жовтня — «Музичний ринг НТВ». Учасник першої програми, музичне бій «Сергій Пєнкін проти  Лоліти Мілявської ». Став переможцем за результатами SMS-голосування.
- 2011, лютий — ювілейний концерт у Державному Кремлівському палаці.
- 2012, липень — концерт «Візьми з собою мою любов» в рамках міжнародного фестивалю мистецтв « Слов'янський базар » у Вітебську на сцені Літнього Амфітеатру.
- 2013, березень-травень — участь в шоу перевтілень « Один в один! ». Створені Сергієм образи:  Григорій Лепс, Володимир Пресняков-молодший, Луї Армстронг,  Лев Лещенко,  Деміс Руссос ,  Клавдія Шульженко,  Микола Басков,  Олександр Градський, Елвіс Преслі, Елтон Джон,  Анне Вескі, Томас Андерс.
- 2015, лютий — великий концерт «Ностальгія» в Crocus City Hall.
- 2016, лютий — великий ювілейний концерт "Ювілейний концерт. 55 років" в Crocus City Hall.
- 2016, червень — участь в програмі «Мій герой» на каналі ТВЦ
- 2016, червень — премія Fashion People Awards в номінації Fashion — Voice Man
- 2016, травень — взяв участь в концерті «Всі зірки травневого вечора», на якому виконав пісню «Щастя близько».
- 2016, лютий-травень — участь в шоу перевтілень « Один в один! ». Створені Сергієм образи: Георг Отс, Алла Баянова, Валерій Ободзинський, Микола Басков, Едіта П'єха, Лучано Паваротті, Ілля Лагутенко, Тиніс Мягі, В'ячеслав Добринін, Олександр Борисов, Карел Готт, Алессандро Сафіна, Микола Сліченко, Engelbert Humperdinck, Сергій Дроздов.
- 2018, лютий — взяв участь у передачі «Вечірній Ургант».
- 2018, лютий — великий концерт «Музична Терапія» в Crocus City Hall.

## Факти
- На телебаченні Сергій Пєнкін вперше з'явився в сюжеті Олени Макарової.
- Вступав до Державного музично-педагогічного інституту імені Гнєсіних 11 разів.
- Виконав партію Ленського в опері «Євгеній Онєгін» у постановці Дніпропетровського театру опери і балету.
- У дитинстві грав у хокей, захоплюється роликовими ковзанами.
- З власних коштів профінансував будівництво двох храмів-каплиць у рідному місті Пензі — Храму-каплиці в ім'я преподобного Сергія Радонезького на Новозахідному кладовищі (у 2001—2003 роках), де поховані його батьки (Михайло та Антоніна)[5], а також Храму-каплиці в ім'я Всіх Святих на Східному кладовищі (у 2009—2010 роках)[6][7]. Нагороджений вищою муніципальної нагородою свого міста — пам'ятним знаком «За заслуги у розвитку міста Пензи» (2013)[8].
- Сергія Пєнкіна завжди оточувала маса чуток. Найстійкіша — про нетрадиційну сексуальну орієнтацію. Співак про це сказав так: «Мені неприємно, коли мене приписують до тих людей, до яких я просто не маю жодного стосунку. І я нікому ніколи не дозволяв лізти в моє особисте життя і ніколи не дозволю!»
- У листопаді 2015 року Служба безпеки України заборонила Сергію Пєнкіну, який завжди цурався політики, в'їзд до країни. Це, звичайно ж, привело до скасування запланованих концертів у Києві, Дніпропетровську, Харкові та Одесі[9].

## Родина
- Мати працювала в церкві прибиральницею. Батько працював машиністом на залізниці, ветеран німецько-радянської війни[10].
- Старший брат Володимир помер у 47 років від зловживання алкоголем[10]..
- Сестри Валентина і Раїса, живуть в Пензі[10]..
- Сергій — наймолодший із п'яти дітей.
- У 2000—2002 роках перебував у шлюбі з Оленою Проценко, англійською журналісткою російського походження[11]

## Звання та нагороди
- Неофіційне звання «Принц Срібний.»
- Неофіційне звання «Містер екстравагантність.»
- Лауреат премії «Овація» (1994).
- Пам'ятний знак «За заслуги у розвитку міста Пензи» (2013)[8].
- 2016 — лауреат премії Fashion People Awards в номінації Fashion — Voice Man
- Премія Melon Rich («За внесок у відкриття молодих талантів») — 2016
- Співак, занесений в книгу рекордів Гіннеса — 2016

## Дискографія
- 1991 — Feelings (LP)
- 1991 — Holiday (LP)
- 1992 — Мандрівник в ночі (перевиданий у 1994)
- 1993 — Згадай (перевиданий у 1994)
- 1994 — Візьми мою любов
- 1995 — Як багато дівчат хороших
- 1996 — Не залишай мене
- 1997 — Танцюючий вітер
- 1997 — Тріумф Дон-Жуана
- 1999 — Містер Ікс
- 2000 — День і ніч
- 2001 — Історія любові (CD, Live, «Гала Рекордз»)
- 2002 — Джаз-птах
- 2002 — Почуття (колекція з 10 CD, авторський збірник)
- 2004 — Не забувай! (CD, «Гала Рекордз»)
- 2005 — Почуття (DVD, Live 2003)
- 2006 — «45» (DVD, Live, GL 30321)
- 2008 — Мені не забути тебе (2 x CD, «Гала Рекордз»)
- 2009 — «Санкт-Петербург Live» (DVD, Live 2008)
- 2009 — «Classic» (DVD)
- 2010 — Greatest Hits live
- 2011 — Duets (Дуети)
- 2013 — «Щастя близько»
- 2013 — GRAND COLLECTION

## Фільмографія
1. 1988 — «Публікація» (фільм)
2. 1991 — «Готель Едем» (художній фільм)
3. 1992 — «Ка-ка-ду» (художній фільм)
4. 2000 — «Нові бременські» (мультфільм) — (озвучування)
5. 2004 — «Гра на вибування» (телесеріал) — Вольський Олег
6. 2005 — «Приречена стати зіркою» (телесеріал) — «камео»
7. 2005 — «Моя прекрасна няня» (телесеріал) — «камео»
8. 2007 — «Шляховики» (телесеріал, 13 серія «SOS»)
9. 2010 — «Діамантова рука 2» (художній фільм)
10. 2013 — «Крижане серце» (мультфільм) — Олаф (дубляж)
11. 2019 — «Крижане серце 2» (мультфільм) — Олаф (дубляж)

## Відеокліпи
1. 1999 — «день» (Д. Світів — М. Орлов)
2. 2000 — «Зірки як сльози» (Ст. Назаров)
3. 2000 — «Мелодія» (А. Пахмутова — Н. Добронравов)
4. 2001 — «Luna tu» (А. Бочеллі — А. Сафіна)
5. 2002 — «Танці в повний місяць» (Ю. Старостіна — О. Воляндо)
6. 2006 — «The Phantom of the opera» (С. Пєнкін & Л. Луста)
7. 2013 — «Хочеш — посперечаємося?»
8. 2015 — «Музика»
9. 2015 — «В іншу весну»
10. 2015 — «Не поспішай втрачати»
11. 2016 — «Опівнічний дощ»
12. 2016 — «Дай мені шанс»
13. 2016 — «Серце на уламки»